# Nils Anton Barck
Nils Anton Barck, född den 24 april 1789 i Stockholm, död den 7 december 1856 genom en olyckshändelse på resa över Lagan i Halland, var en svensk greve, militär och hovman. Han var son till Nils Barck samt far till Nils och Joachim Barck.
Barck blev fanjunkare vid Mörnerska husarregementet 1805, kornett där samma år, löjtnant 1812, ryttmästare i generalstaben 1817, ryttmästare vid Cederströmska husarregementet 1823 och major i armén samma år. Han blev kammarherre 1816 och hovmarskalk 1825. Barck beviljades avsked ur krigstjänsten. Han blev riddare av Svärdsorden 1819 och tilldelades Karl XIV Johans medalj 1855.